# Andreas Ottl
Andreas Ottl (München, 1985. március 1. –) német labdarúgó-középpályás.

## Karrier
Az SV Nord Lerchenau színeiben kezdett el focizni. 1996 óta tartozik a Bayern München keretei közé. 2001-ben U-17 német bajnok, majd 2002-ben és 2004-ben U-19-es bajnok. 2004-ben tagja volt a Bayern München II-nek, akik a bajnokságot megnyerték. A 2005-06-os szezon óta az elsőcsapat tagja. Ebben az évben bajnokságot és német kupát ünnepelhetett csapatával. Érdekesség, hogy a 33. fordulóban a Kaiserslautern otthonában éppen az ő góljával vált biztossá a Bayern München bajnoki címe.
Felix Magath edzőnél a 2006-07-es szezonban rendszeresen a kezdőcsapatban szerepelhetett. Ottmar Hitzfeld érkeztével egyre kevesebb lehetőség jutott számára. A 2007-08-as szezonban Ze Roberto személyében Mark van Bommel mellett újabb vetélytársat kapott. Ennek ellenére rendszeresen játszik. 29 bajnoki forduló után 2 gólnál jár. Az elsőt a második fordulóban a végjátékban beállva lőtte a SV Werder Bremen otthonában (a mérkőzést 4-0-ra nyerte a Bayern). A Németországban hagyományos szavazáson a forduló találatának választották e gólját. A másodikat a 28. fordulóban a Borussia Dortmund elleni hazai mérkőzésen az 5-0-s végeredményt beállítva szerezte. Szerződése 2011. június 30-ig szól a német rekordbajnoknál. Jelenleg a 16-os számban játszik.
2011. május 21-én 3 éves szerződést írt alá a Hertha BSC csapatával.
Felnőtt német válogatott még nem volt. Tagja volt viszont a 2005-ös U-20-as világbajnokság német csapatának. 9 alkalommal szerepelt az U-20-as, míg négyszer az U-21-es német nemzeti tizenegyben.

## Sikerei, díjai
- Bayern München:
  - Bundesliga bajnok (2): 2005-2006, 2007-2008
  - Német kupa győztes (2): 2006, 2008
  - Német ligakupa győztes (1): 2007
  - Német szuperkupa győztes (1): 2010